# Душан Шимич
Душан Шимич (серб. Душан Шимић, Dušan Šimić, нар. 22 червня 1980, Крагуєваць, СФРЮ) — сербський футболіст, півзахисник клубу «Власина».

## Кар'єра гравця
Шимич розпочав кар'єру гравця в клубі «Шумадія 1903», через деякий час перейшов до клубу ОФК. Взимку 2002 року перейшов у львівські «Карпати». У чемпіонаті України дебютував 21 квітня 2002 року в матчі проти «Ворскли» (0:1), Шимич вийшов на 51-ій хвилині замість Любомира Вовчука. 12 липня 2002 року в матчі проти запорізького «Металурга» (1:0), відзначився єдиним голом на 21-ій хвилині у ворота Андрія Глущенка. У 2003 році виступав на правах оренди в корейському «Пусан Ай Конс», зіграв 35 матчів. У лютому 2004 року повернувся в «Карпати», але незабаром покинув клуб. Після цього виступав за угорський клуб «Бекешчаба», а також за румунські команди «Чахлеул» та «Брашов». Влітку 2007 року перейшов в сербський клуб «Власина».

## Особисте життя
Напередодні матчу з запорізьким «Металургом» (1:0), 11 липня 2002 року, у Душана народився син.